# American Humanist Association

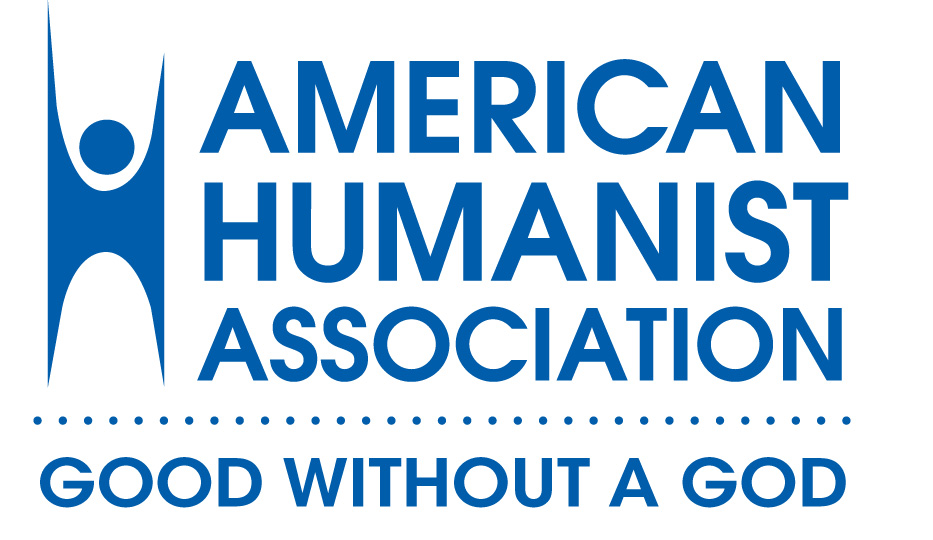
Logo der AHA

Die American Humanist Association (AHA) ist eine US-amerikanische Vereinigung zur Förderung des Humanismus. Die Organisation mit Sitz in Washington, D.C. unterstützt den Humanismusbegriff der Internationalen Humanistischen und Ethischen Union, deren Gründungsmitglied die AHA ist.

## Geschichte
Die AHA wurde im Jahr 1941 als Nachfolgerin der Humanist Press Association gegründet, die ihrerseits auf die Humanist Fellowship zurückgeht. Symbol der AHA ist das Happy Human. Von der AHA wird die Amsterdam-Deklaration (2002) unterstützt.

## Humanist of the Year
Von der AHA wird jährlich der Preis „Humanist of the Year“ (Humanist des Jahres) vergeben. Preisträger:
- 2021: Anthony Fauci
- 2020: Jared Huffman
- 2019: Salman Rushdie
- 2018: Jennifer Ouellette
- 2017: Adam Savage
- 2016: Jared Diamond
- 2015: Lawrence M. Krauss (aberkannt 2018[1])
- 2014: Barney Frank
- 2013: Dan Savage
- 2012: Gloria Steinem
- 2011: Rebecca Newberger Goldstein
- 2010: Bill Nye
- 2009: Paul Zachary Myers
- 2008: Pete Stark
- 2007: Joyce Carol Oates
- 2006: Steven Pinker
- 2005: Murray Gell-Mann
- 2004: Daniel C. Dennett
- 2003: Sherwin T. Wine
- 2002: Steven Weinberg
- 2001: Stephen Jay Gould
- 2000: William F. "Bill" Schulz
- 1999: Edward O. Wilson
- 1998: Barbara Ehrenreich
- 1997: Alice Walker
- 1996: Richard Dawkins (aberkannt 2021[2])
- 1995: Ashley Montagu
- 1994: Lloyd Morain und  Mary Morain
- 1993: Richard Douglas Lamm
- 1992: Kurt Vonnegut
- 1991: Lester R. Brown
- 1990: Ted Turner
- 1989: Gerald A. Larue
- 1988: Leo Pfeffer
- 1987: Margaret Atwood
- 1986: Faye Wattleton
- 1985: John Kenneth Galbraith
- 1984: Isaac Asimov
- 1983: Lester A. Kirkendall
- 1982: Helen Caldicott
- 1981: Carl Sagan
- 1980: Andrei Sacharow
- 1979: Edwin H. Wilson
- 1978: Margaret Eliza Kuhn
- 1977: Corliss Lamont
- 1976: Jonas E. Salk
- 1975: Betty Friedan und Henry Morgentaler
- 1974: Mary Calderone und Joseph Fletcher
- 1973: Thomas Szasz
- 1972: B. F. Skinner
- 1971: Albert Ellis
- 1970: Asa Philip Randolph
- 1969: Richard Buckminster Fuller
- 1968: Benjamin Spock
- 1967: Abraham H. Maslow
- 1966: Erich Fromm
- 1965: Hudson Hoagland
- 1964: Carl Rogers
- 1963: Hermann J. Muller
- 1962: Julian Huxley
- 1961: Linus Pauling
- 1960: Leó Szilárd
- 1959: Brock Chisholm
- 1958: Oscar Riddle
- 1957: Margaret Sanger
- 1956: C. Judson Herrick
- 1955: James P. Warbasse
- 1954: Arthur F. Bentley